# クルイド統監
クルイド統監（クルイドとうかん、英語: Lord Lieutenant of Clwyd）は、イギリスの官職。統監の1つで、クルイドを担当する。1972年地方行政法でイングランドおよびウェールズの地方自治体再編が行われ、同法第218(1)条によりグレーター・ロンドンおよび各都市・非都市カウンティに統監が1人ずつ任命されることとなった。同法でデンビーシャーとフリントシャーがクルイドに統合されたため、1974年の同法施行とともにクルイド統監が任命された。

## 一覧
- 1974年4月1日 – 1976年7月6日：ヒュー・ソールズベリー・キナストン・マナリング[3]
  - フリントシャー統監（英語版）より続投[2]
- 1976年11月23日 – 1979年：第10代準男爵サー・ワトキン・ウィリアムズ＝ウィン（英語版）[3]
- 1979年12月28日 – 1985年：ジェームズ・エリス・エヴァンス[3]
- 1985年8月7日 – 2000年：第7代準男爵サー・ウィリアム・グラッドストン[3]
- 2001年6月5日 – 2012年：トレヴァー・グリン・ジョーンズ[3][4]
- 2013年1月 – ：ヘンリー・ジョージ・ファンショー[4]